# Alexandra Rodiónova
Alexandra Vasílievna Rodiónova –en ruso, Александра Васильевна Родионова– (Bratsk, URSS, 2 de enero de 1984) es una deportista rusa que compitió en bobsleigh en la modalidad doble.
Ganó dos medallas en el Campeonato Mundial de Bobsleigh, plata en 2016 y bronce en 2015, ambas en la prueba por equipo.

## Palmarés internacional
| Campeonato Mundial | Campeonato Mundial    | Campeonato Mundial | Campeonato Mundial |
| Año                | Lugar                 | Medalla            | Prueba             |
| ------------------ | --------------------- | ------------------ | ------------------ |
| 2015               | Winterberg (Alemania) | Medalla de bronce  | Equipo             |
| 2016               | Igls (Austria)        | Medalla de plata   | Equipo             |